# منزل قوام الدولة
منزل قوام الدولة (بالفارسية: خانه قوام‌الدوله) هو منزل تاريخي يعود إلى عصر القاجاريون، ويقع في مقاطعة مريوان.